# Midia
Midia là một chi nhện trong họ Linyphiidae.